# Domradio

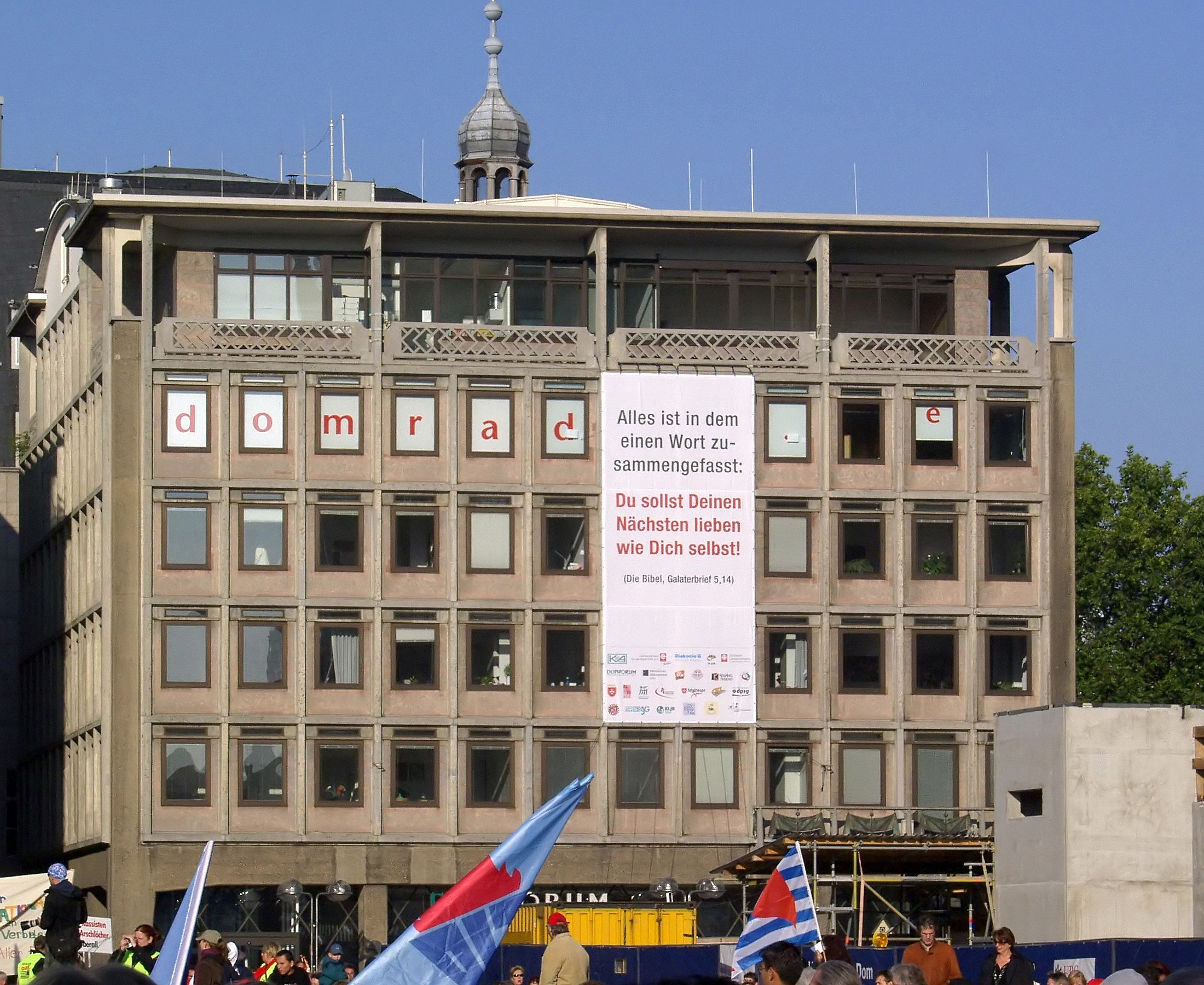
Senderäume im 4. Stock des Domforums. Plakatinstallation „Du sollst Deinen Nächsten lieben wie Dich selbst!“ aus Anlass der Demonstration „Köln stellt sich quer“ gegen den „Anti-Islamisierungkongress“ der rechtspopulistischen Bürgerbewegung pro Köln. (2008)

Domradio.de (Eigenschreibweise DOMRADIO.DE) ist ein katholisches Multimediaportal im Erzbistum Köln, das mit seinem Radioprogramm und den damit verknüpften, multimedialen Online-Plattformen (Website domradio.de und Social-Media-Kanäle) Beiträge in der Art einer Verkündigungssendung verbreitet. Es widmet sich besonders kirchlichen, christlichen und werteorientierten Themen.
Träger und Gesellschafter des werbefreien Portals ist die Domradio.de gGmbH. Ihr einziger Gesellschafter ist das Bildungswerk der Erzdiözese Köln e. V. Das Domradio sendet in Köln und Umgebung über UKW, als Live-Stream auf domradio.de sowie in der eigenen App. Hinzu kommt das umfangreiche Internetangebot mit Berichten, Reportagen, Gottesdienst-Live-Streaming, Audio-, Bilder und Video-Datenbanken, täglich aktuellen Videonachrichten und Podcasts.

## Geschichte

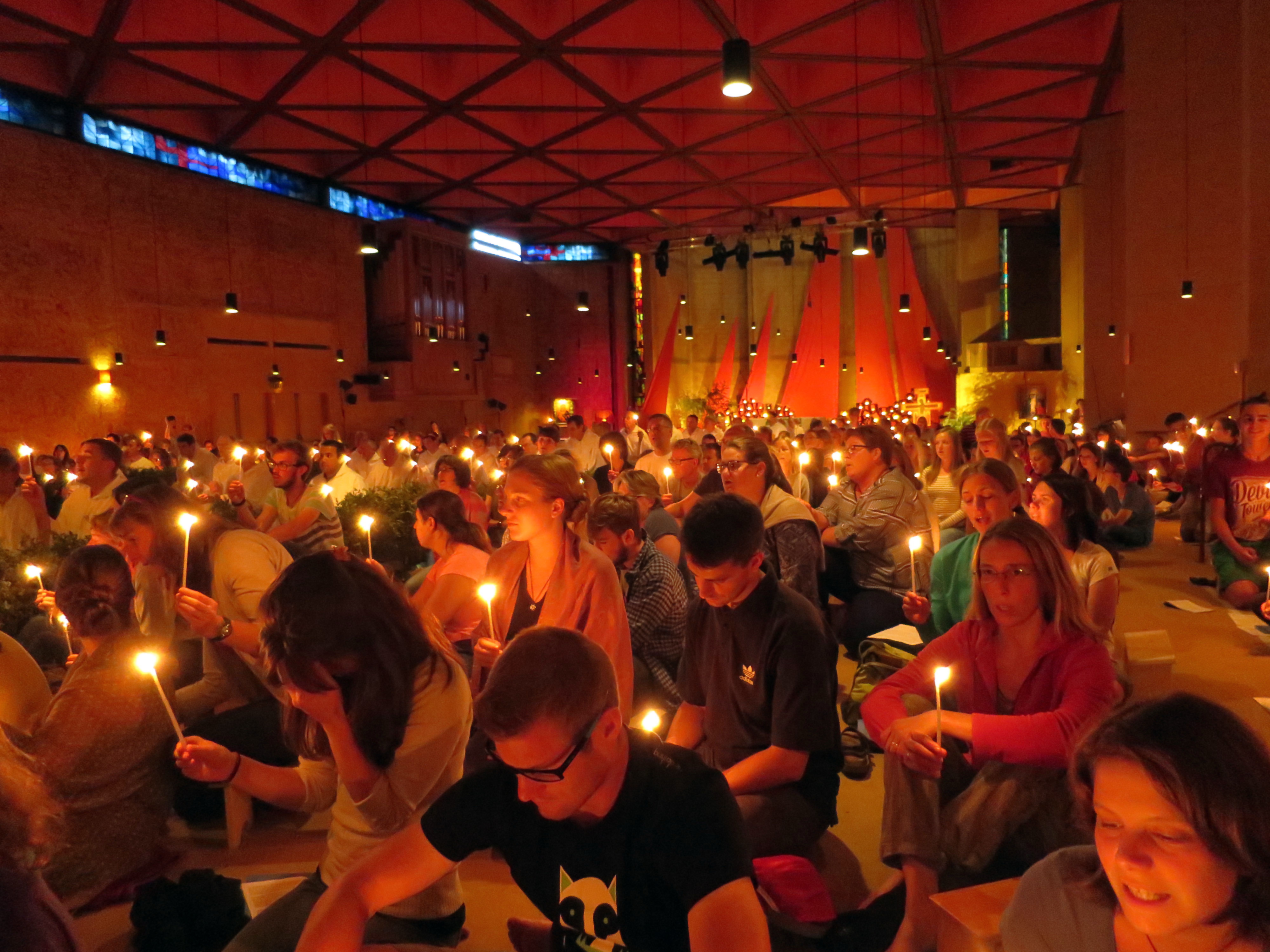
Lichtergottesdienst in Taizé (2015)

Nachdem sich das Erzbistum Köln jahrelang im Bürgerfunk der Lokalsender in Nordrhein-Westfalen engagiert hatte, wurde zum 750. Jahrestag der Grundsteinlegung des Kölner Doms im August 1998 ein vierzehntägiges Veranstaltungsradio geschaffen, das den Probelauf für das Domradio bildete. Am 11. Juni 2000 (Pfingstsonntag) ging mit dem Kölner Domradio erstmals in Deutschland ein kirchlicher Sender in offizieller Trägerschaft eines Bistums auf Sendung. Bereits eine Woche zuvor war die sendereigene Webseite domradio.de im damals noch jungen Internet freigeschaltet worden.
Domradio sendete zuerst ausschließlich auf einer nur in Köln empfangbaren UKW-Frequenz, im Laufe der Jahre kamen weitere analoge sowie digitale Radiofrequenzen in anderen Bundesländern hinzu. Es dient und diente mehrfach lokalen Pfarreien mit eigenen Sendeeinrichtungen als Mantelprogramm, meist als Webradio. Zu den bekannteren Sendern mit eigener Lizenz einer Landesmedienanstalt gehört das Studio Nahe, das von Juli 2007 bis April 2019 Domradio zusammen mit eigenen lokalen Beiträgen über einen UKW-Sender ausgestrahlt hat, bevor die Pfarrei das eigene Programm ausweitete und damit die Übernahme des Programmmantels einstellte.
Zusätzlich baute der Sender kontinuierlich seine Internetaktivitäten aus. Dazu gehören Live-Übertragungen von Gottesdiensten, der Ausbau des Streaming-Angebots, die Kooperation mit Partnersendern wie Vatican News, EWTN TV und Bibel TV, sowie mit kirchlichen Verbänden, Hilfswerken, der Deutschen Bischofskonferenz und die ökumenische und interreligiöse Kommunikation.
Im Dezember 2024 ging die Trägerschaft des Domradios vom Bildungswerk der Erzdiözese Köln e. V. auf eine gemeinnützige GmbH über. 

## Inhalte
Das Hörfunkprogramm ist als bundesweit ausgerichtetes Vollprogramm lizenziert, in dem religiöse Elemente bewusste Programmschwerpunkte bilden. Ihnen liegen dem Sender zufolge Werte wie der katholische Glaube, Nächstenliebe und Glaubwürdigkeit zugrunde.
Sowohl der Radiosender als auch die Online-Kanäle informieren tagesaktuell über politische, gesellschaftliche sowie kulturelle Ereignisse und erörtern dabei auch immer die christliche Perspektive. Täglich sowie an Sonn- und Feiertagen werden wichtige Gottesdienste in Bild und Ton im Live-Stream auf allen Kanälen übertragen, das Signal wird von Partnersendern übernommen. Zur musikalischen Klangfarbe gehören ausgewählte aktuelle Popsongs, die mit Evergreens (insbesondere aus den Jahren Mitte der 1970er bis Anfang der 1990er) gemischt werden. Durch die Übertragung von Gottesdiensten wird auch geistliche, kirchliche Musik gesendet, die in speziellen Sendungen („Musica“) durch klassische Kompositionen ergänzt wird. Da Domradio mitten in Köln am Dom in modernen Redaktionsräumen mit TV-Regie, Radiostudio und Multimedia-Newsdesk sein Programm produziert, kommt insbesondere in der Karnevalszeit auch speziell Kölner Musik zum Einsatz.
Online bietet der Sender zahlreiche Rubriken wie Interviews, Berichte, Reportagen, Bildergalerien, Mediatheken, Christliche TV-Nachrichten und Podcasts an. In den Social-Media-Kanälen (unter anderem Facebook, Youtube, Instagram, Twitter) können die User zwischen aktuellen Videos, Audios, Bildern und Livechats wählen, zu den Posts gehören auch wichtige tagesaktuelle Berichte und Nachrichten. Zu den Besonderheiten gehören das Gespräch zum Tagesevangelium, ein täglicher Morgenimpuls mit Schwester Katharina Hartleib SB aus Olpe, das wöchentliche „Wort des Bischofs“ mit Erzbischof Rainer Kardinal Woelki und das „Wort zum Samstag“ mit Diakon Willibert Pauels.

## Gestaltung der Inhalte
Domradio setzt bei der Präsentation seiner Inhalte auf die multimediale Verbreitung im Hörfunk und online auf den verschiedenen Kanälen. Bei besonderen kirchlichen Anlässen wie dem Katholikentag, dem Evangelischen und Ökumenischen Kirchentag, den Versammlungen der Deutschen Bischofskonferenz und des Zentralkomitees der deutschen Katholiken oder bei speziellen Kirchenanlässen in den deutschen Bistümern präsentiert sich der Sender live am Veranstaltungsort, teils mit eigenem Bühnenprogramm und Live-Schaltungen.
Die Redakteure sind zudem als Experten für Kirchenthemen häufig in weltlichen Medien vertreten (Papstwahl u. ä.).

## Würdigungen und Kritik
Anlässlich des 25-jährigen Bestehens würdigte Papst Leo XIV. den Einsatz des Senders „im Dienst der Verkündigung des Evangeliums“. Bundespräsident Frank-Walter Steinmeier lobte den Sender für seine „kenntnisreiche und verlässliche“ Berichterstattung, insbesondere die christliche Perspektive auf politische und gesellschaftliche Themen. Bundestagspräsidentin Julia Klöckner würdigte die Redaktion als „gute Übersetzer“ im Dialog zwischen Kirche und Gesellschaft, die Entwicklungen transparent, differenziert und kritisch einordnen.
Kritiker sahen in der Überführung von domradio.de in eine gGmbH einen Versuch, dem Kölner Erzbischof Rainer Maria Woelki stärkeren direkten Einfluss auf Programm und Inhalte zu geben. Das Erzbistum erklärte dazu: „Wir wollen das klare journalistische Profil von domradio.de erhalten und ausbauen!“ Auf Kritik stießen die Pläne des Erzbistums bei dem Programmbeirat des Senders und dem Deutschen Journalisten-Verband. Der Beirat zeigte sich um die Unabhängigkeit der Berichterstattung besorgt, denn die journalistisch hochwertige Arbeit des Domradios und die notwendige gesellschaftliche Vielfalt werde gerade auch durch die Pluralität der Trägerstruktur garantiert. Der Journalistenverband warnte davor, dass Kardinal Woelki von einem journalistischen Medium zu einem unkritischen Verkündigungssender umformen wolle und „durch ein Hineinregieren in die bisherigen redaktionellen Strukturen“ die journalistische Glaubwürdigkeit des Senders aufs Spiel setzen könnte. Konkrete Hinweise auf eine Beeinflussung führen die Kritiker nicht an. Die Landesanstalt für Medien Nordrhein-Westfalen erteilte der domradio.de gGmbH nach Prüfung im Juni 2025 die Zulassung für sein Hörfunkvollprogramm und sein Fernsehspartenprogramm, deren Voraussetzung die journalistische Unabhängigkeit ist.

## Empfang
Das Hörfunkprogramm kann man als Internetradio (inklusive portaleigenen Webseite, Smartspeaker und Radio-Apps) und in Köln auf UKW 101,7 empfangen.